# Fernández (Uruguay)
Fernández ist eine Ortschaft in Uruguay. 

## Geographie
Sie befindet sich auf dem Gebiet des Departamento Salto in dessen Sektor 6 am Ufer des Arroyo Mataojo Chico. Nächstgelegene Ansiedlungen sind Sarandí del Arapey im Nordosten und Cuchilla de Guaviyú im Nordwesten.

## Einwohner
Die Einwohnerzahl Fernández beträgt 305 (Stand: 2011), davon 169 männliche und 136 weibliche.
| Jahr | Einwohner |
| ---- | --------- |
| 1963 | 509       |
| 1975 | 399       |
| 1985 | 251       |
| 1996 | 239       |
| 2004 | 299       |
| 2011 | 305       |

Quelle: Instituto Nacional de Estadística de Uruguay